# Wiktor Ostrzołek
Wiktor Ostrzołek (ur. 19 sierpnia 1934 w Biertułtowach) – polski witrażysta, malarz, grafik, designer i akwarelista.

## Życiorys
Wiktor Ostrzołek urodził się w górniczej rodzinie w Biertułtowach (Radlin) w 1934. Uczęszczał do liceum plastycznego w Krakowie, mieszkając w bursie jezuitów, do jej zamknięcia przez władze komunistyczne w 1950. Przez jakiś czas pozostawał bezdomnym i spał pod mostem. Następnie przygarnął go Adam Bochnak profesor historii sztuki na Uniwersytecie Jagiellońskim, oferując mu pokój w obejściach Wawelu. Po zdaniu matury artysta studiował na krakowskiej Akademii Sztuk Pięknych (1951–1957), gdzie współpracował m.in. z Adamem Stalonym-Dobrzańskim, kończąc jego projekty. Studiując w Krakowie przyjaźnił się z późniejszymi metropolitą katowickim abp. Damianem Zimoniem.
7 lutego 2007 roku Minister Kultury i Dziedzictwa Narodowego nadał Srebrny Medal „Zasłużony Kulturze Gloria Artis”. Artysta odebrał go z rąk Wiceministra Kultury i Dziedzictwa Narodowego Tomasza Merty. W 2007 uhonorowany został też Śląską Nagrodą im. Juliusza Ligonia. Mieszka i tworzy w Katowicach. 9 grudnia 2022 roku Minister Kultury i Dziedzictwa Narodowego nadał Złoty Medal „Zasłużony Kulturze Gloria Artis”. Artysta odebrał go z rąk Wiceministra Kultury i Dziedzictwa Narodowego Wandy Zwinogrodzkiej.

## Twórczość
Witrażysta stworzył witraże do ponad 150 katedr, kościołów i innych wnętrz w Polsce i Europie:
- projekt witraża w prezbiterium kościoła NSPJ w Katowicach-Murckach, 1961–1962[7]
- witraże w kaplicy Kurii Archidiecezjalnej w Katowicach
- witraż dla kościoła św. Stanisława w Rzymie[8]
- witraże w kościele NMP Matki Miłosierdzia w Warszawie (Stegny)
- witraż dla Bazyliki Mariackiej w Gdańsku
- witraże dla kościoła mariackiego w Słupsku pw. N.M.P. Różańcowej
- witraże dla katedr (Poznań, Szczecin, Gorzów Wielkopolski, Kołobrzeg)
- witraże dla kościołów parafialnych (Giszowiec, Imielin, Kobiór, Kosztowy, Katowice-Koszutka, Moszczenica, Pstrążna, Pszczyna, Bytom-Radzionków, Raszczyce, Świerklany)
- witraże dla kościoła rektoralnego w Kołobrzegu
- witraże do refektarza franciszkanów w klasztorze w Katowicach-Panewnikach (1991)
- witraże dla sanktuariów w Krakowie-Łagiewnikach i Kalwarii Zebrzydowskiej

Wiktor Ostrzołek zaprojektował wieżę kościelną dla kościoła w Mikołowie-Śmiłowicach oraz przebudowę prezbiterium i wnętrza kościoła pw. Najświętszego Zbawiciela w Zielonej Górze.